# 自衛団

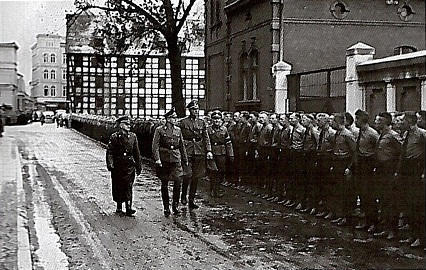
自衛団

自衛団（ドイツ語: Selbstschutz）は、第一次世界大戦後から第二次世界大戦の期間に民族ドイツ人から作られた準軍事的な組織である。
自衛団は第一次世界大戦後にドイツ人とポーランド人の混住地域に組織され、さらに第二次世界大戦にはポーランド、ダンツィヒ自由都市、チェコスロヴァキアで、それぞれの国や地域に市民権を持つドイツ系住民によって組織された。この組織はのちに多くの残虐行為に加担したことで知られている。

## 第一次世界大戦後
ドイツ領シュレージエンでは自衛団の民兵がポーランド系住民の民族活動家や新聞社を襲い、ポーランド系住民を間断なく攻撃した。上シュレージエンにおけるドイツ支配の廃止およびポーランド新国家への併合を求めて行われた1921年の第3回シレジア蜂起の際には自衛団によって組織された複数の部隊が公式には前年に解散されていた反革命武装義勇軍(Freikorps)と一緒にポーランド系住民の反乱を抑えるべく戦った。

## 第二次世界大戦
自衛団は1930年代にポーランドとチェコスロヴァキアにおいて再編成された。自衛団の団員はズデーテン地方のチェコ人にテロを行った。
戦間期にはポーランドに住んでいたドイツ人少数民族組織がナチス・ドイツに活発に協力した。協力はスパイ活動、挑発行為、ナチズム思想教化の形で行われた。各民族組織はナチ党、AO(Auslandsorganisation)、SD(Sicherheitsdienst)、ゲシュタポ、アプヴェーアに密接に接触し指揮監督されていた。1939年にはポーランドのドイツ系住民のうち25%がこれらの民族組織に所属していたと推定される。
1938年10月にはすでにSDのスパイがポーランド国内に自衛団を組織していた。ポーランド市民権を持つドイツ系住民はドイツ第三帝国内において破壊活動やゲリラ戦術の訓練を受けていた。
戦争が始まる前には、ポーランドからきた自衛団の活動家は、のちにタンネンベルク作戦で逮捕殺害することになるポーランド人のリストを作成していた。1939年9月1日にポーランド侵攻が開始されるとすぐ、自衛団の各部隊はポーランド人とポーランド軍に対する戦闘行為を開始し、ドイツ軍の進撃を支援するための破壊活動作戦を実行した。9月中旬には自衛団の無秩序で自主的な活動は親衛隊(SS)将校によって組織化された。グスタフ・ベルガーが自衛団の監督を任され、ダンツィヒ＝西プロイセン帝国大管区、オーバーシュレージエン、ヴァルテラント帝国大管区といった占領各地区には地方司令官が置かれた。
自衛団の作戦は基本的に親衛隊(SS)の監督指導下に置かれたが、自衛団の地方の部隊は戦争のはじめから自衛団の活動に参加していた元ドイツ系ポーランド住民の直接の指揮の下に置かれた。
自衛団はまた、ポーランド人専用の強制収容所を準備した。自衛団による強制収容所のいくつかは国防軍やドイツ警察部隊の建設した強制収容所の敷地に建設された。自衛団による強制収容所は全部で以下の20箇所になる：
- ビドゴシチ(ドイツ名ブロンベルク)
- ブロドニツァ(ドイツ名シュトラスブルク)
- ヘウムノ(ドイツ名クルム)
- ドルポシュ・シュラヘツキ
- カミエニ・クライェンスキ
- カロレヴォ(ドイツ名カールホフ)
- リプノ(ドイツ名リッペ)
- ウォブジェニツァ
- ナクウォ(ドイツ名ナケル)
- ノヴィ・ヴィエツ(スカルシェフ付近)
- ノヴェ(ヴィスワ河畔)
- ピァストシン
- プウトヴォ
- センポルノ
- クライェンスキェ
- ソレツ・クヤフスキ(ドイツ名シュリッツ)
- トゥホラ(ドイツ名トゥヘル)
- ヴォンブジェシノ(ドイツ名ブリーセン)
- ヴォレンタル(スクルチャ付近)
- ヴィシスク(ドイツ名ヴィルシッツ)

成人男性だけでなく女性や子供も含む囚人たちのほとんどは残酷な方法で殺害された。ポーランドの知識層、民族活動家、カトリック聖職者、ユダヤ人、ロマ、そしてカトリック教徒のドイツ人までもがこれらの強制収容所に入れられ、処刑されるか社会から追放された。加えて、自衛団はアインザッツグルッペンと共同で活動した。
1939年10月5日までの段階で西プロイセンだけでも自衛団の団員数はルドルフ＝ヘルマン・フォン・アルフェンスレーベンの指揮下に17,667人に達し、このアルフェンスレーベンの組織はその日までに4,247人のポーランド人を殺害した。しかしそれでもアルフェンスレーベンは射殺されたポーランド人の数が少ないと不平を述べている。西プロイセンでは全部で約20,000人のポーランド人がこの一連の行動で処刑されているが、ドイツの将校は、まだほんの少数のポーランド人しか「撲滅」されていないと報告している。ある自衛団の団長であるウィルヘルム・リヒャルトはカロレヴォ(ドイツ名カールホフ)の収容所で発言し、ポーランド人のためにわざわざ大きな収容所を建てて養うなんてことはしたくない、自分たちの死体がドイツ人の土地を肥やすことになればそれはポーランド人にとって名誉なことだろうと述べている。こういった一連の行動に参加した自衛団の行動に対して反対意見はほとんどなく、熱意の不足もみられなかった。ある自衛団団長は指示された数のポーランド人を殺害することができずに解任された。この自衛団長はたった300人のポーランド人しか殺さなかったからである。
自衛団の団員数は全部で82,000人と見積もられている。
1939年11月26日に自衛団組織の解散が命じられたが、すべての自衛団が解散したのは1940年春である。深刻な汚職、風紀の乱れ、他の組織との軋轢、過度の暴力が解散の理由だった。
ポーランドに対するドイツの戦争を支援しポーランド人を大量に虐殺した、ポーランド市民権を持つドイツ系住民による準軍事的組織の存在は、戦後のドイツ人追放の理由の一つとなった。